# David Emanuel (Politiker)

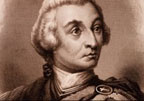
David Emanuel

David Emanuel (* 1744 in Province of Pennsylvania; † 19. Februar 1808 im Burke County, Georgia) war ein US-amerikanischer Politiker (Demokratisch-Republikanische Partei) und im Jahr 1801 kommissarisch Gouverneur von Georgia.

## Lebenslauf
David Emanuel, der erste jüdische Gouverneur eines US-Bundesstaates, wurde um das Jahr 1744 geboren. Während des Unabhängigkeitskrieges diente er als Colonel in der Miliz von Georgia. Dabei geriet er zwischenzeitlich in britische Kriegsgefangenschaft. 1781 war er in der Verwaltung des Burke County tätig. Es folgten ein kurzes Zwischenspiel als Richter im selben County (1782) und eine Zeit im Repräsentantenhaus von Georgia. Außerdem war er in diesen Jahren mit verschiedenen Verwaltungsaufgaben beschäftigt. 1795 war er Delegierter beim verfassungsgebenden Staatskonvent, 1796 wurde er Mitglied der Kommission zur Untersuchung des Yazoo-Land-Skandals.
Schließlich gelang ihm die Wahl in den Senat von Georgia. Dort brachte er es bald zum Vorsitzenden. In dieser Eigenschaft musste er verfassungsgemäß am 3. März 1801 das Amt des Gouverneurs übernehmen, nachdem James Jackson diesen Posten zu Gunsten eines Sitzes im US-Senat aufgegeben hatte. Er musste Jacksons Legislaturperiode bis zum 7. November 1801 beenden. In der kurzen Zeit beschränkte er sich auf die Fortführung der Politik seines Vorgängers. Nach dem Ende seiner kurzen Amtszeit nahm er wieder seinen Sitz im Staatssenat ein. Dieses Amt behielt er bis zu seinem Tod am 19. Februar 1808. Vier Jahre später wurde das Emanuel County in Georgia nach ihm benannt.